# Assassinat de Huang Na
Huang Na (xinès tradicional: 黃娜, xinès simplificat: 黄娜, pinyin: Huáng Nà) era una nena de vuit anys de nacionalitat xinesa que vivia al Centre de Venda a l'engròs Pasir Panjang a Singapur, que va desaparèixer el 10 d'octubre de 2004. La seva mare, la policia i la comunitat van portar a terme una recerca a nivell nacional de tres setmanes de durada per ella. Després que el seu cos va ser trobat, molts ciutadans de Singapur van assistir als seus Despertada (cerimònia) Despertada i funeral, donant bai jin (白金, contribucions a les despeses del funeral) i regals. Amb un procés de perfil alt de 14 dies, Took Leng How (xinès simplificat: 卓良豪, pinyin: Zhuó Liángháo) un envasador d'hortalisses d'origen malai al mercat a l'engrós, va ser declarat culpable d'assassinar-la i va ser penjat després que una apel·lació i una sol·licitud d'indult a la Presidència foren desestimades.

## Rerefons
El pare de Huang Na, Huang Qinrong, i sa mare, Huang Shuying (黃淑英), ambdós havien nascut el 1973 de famílies d'agricultors a ciutat Putian a Fujian, República Popular de la Xina. Ells es van conèixer el 1995 i es van casar poc després, puix Shuying estava prenyada amb Huang Na. El 1996, Qinrong van deixar el país per buscar fortuna a Singapur i va treballar il·legalment com a empacador d'hortalisses al Centre de Venda a l'engrós Pasir Panjang. Quan Shuying va saber que ell estava sent infidel a Singapur, ella es va divorciar d'ell i se li va donar la custòdia de Huang Na. Ella més tard es va casar amb Zheng Wenhai (郑文海), un home de negocis de Fujian amb el qual havia viscut durant quatre anys, i va quedar embarassada del seu fill a principis de 2003.
El maig de 2003, Shuying va immigrar a Singapur com una peidu mama acompanyant a Huang Na, que es va inscriure a l'Escola Jin Tai Primària. Vivien al Centre de Venda a l'engròs Pasir Panjang, on treballava Shuying. La gent del mercat de venda a l'engròs i l'Escola Primària Jin Tai van descriure a Huang Na com una nena intel·ligent, independent, sociable i activa. Huang Na es va fer amiga de Took Leng How, un envasador d'hortalisses al centre de venda a l'engrós. Nascut a Malàisia el 1981 com el segon fill d'una família molt unida de quatre, Took va anar-hi a Singapur quan tenia 18 anys, buscant treballs millor pagats. Al centre de venda a l'engròs, ell sovint jugava amb Huang Na, li comprava menjar, i li donava passejos amb la seva motocicleta.

## Desaparicions i reacció
Huang Na va desaparèixer el 10 d'octubre de 2004, va ser vista per última vegada en una zona de menjar prop del centre majorista, descalça i vestint una jaqueta texana blau i pantalons curts bermuda. Des de les 7 tocades del matí fins a la mitjanit cada dia durant tres setmanes, Shuying va buscar a l'altre costat de l'illa per la seva filla. La policia, incloent un equip del Departament d'Investigació Criminal, van dur a terme una intensa recerca de la xiqueta, i els agents de policia portaven fotografies d'ella en les seves rondes diàries. Els voluntaris van formar grups de recerca i Crime Library, un grup de voluntaris dedicats a trobar persones desaparegudes, van distribuir més de 70.000 fullet per a aconseguir informació. Dos ciutadans de Singapur van oferir recompenses de 10.000 i 5.000 S$ per trobar a Huang Na, mentre que el gerent d'una empresa de disseny en línia va crear un lloc web per donar a conèixer i reunir pistes. La búsqueda es va estendre fins i tot fins a Malàisia, amb els voluntaris de la col·locació de cartells a les ciutats properes de Johor Bahru i Kuala Lumpur.